# Mirai no Museum
Mirai no Museum is een nummer van de Japanse groep Perfume van hun vierde studioalbum Level3. Het nummer is de derde single van het album en werd uitgegeven op 27 februari 2013. Het nummer is geschreven en gecomponeerd door Yasutaka Nakata. De vertaling van de titel is Museum van de toekomst en het nummer werd gebruikt als themanummer voor de Doraemon film, Nobita no Himitsu Dougu Museum.

## Nummers
| Nr. | Titel                                                        | Duur |
| --- | ------------------------------------------------------------ | ---- |
| 1.  | Mirai no Museum (未来のミュージアム, Museum van de toekomst) |      |
| 2.  | Daijyobanai (だいじょばない, I'm Not Okay)                   |      |
| 3.  | Mirai no Museum (Original Instrumental)                      |      |
| 4.  | Daijyobanai (Original Instrumental)                          |      |